# Пананицы
Пананицы — деревня в Выскатском сельском поселении Сланцевского района Ленинградской области.

## История
Деревня Пананичья упоминается на карте Санкт-Петербургской губернии Ф. Ф. Шуберта 1834 года.

ПАНАНИЦЫ — деревня принадлежит ведомству Павловского городового правления, число жителей по ревизии: 28 м. п., 20 ж. п. (1838 год)

Как деревня Понаничья она отмечена на карте профессора С. С. Куторги 1852 года.

ПАНАНИЩИ — деревня Павловского городового правления, по просёлочной дороге, число дворов — 6, число душ — 24 м. п. (1856 год)

ПОНАНЕЦ (ПАНАНИЧЬЯ) — деревня Павловского городового правления при колодце, число дворов — 7, число жителей: 44 м. п., 48 ж. п. (1862 год) 

В XIX — начале XX века деревня административно относилась к Выскатской волости 1-го земского участка 1-го стана Гдовского уезда Санкт-Петербургской губернии.
Согласно Памятной книжке Санкт-Петербургской губернии 1905 года деревня входила в Попковское сельское общество.

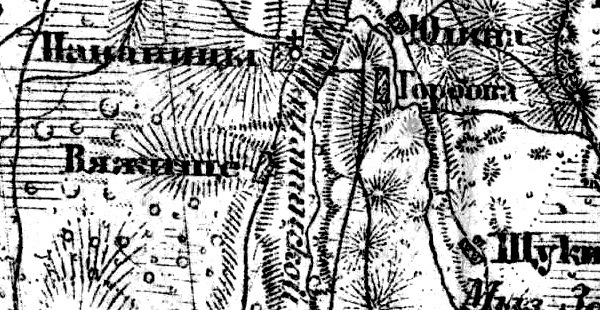
Деревня Пананицы на карте 1919 года

Согласно карте Петроградской и Эстляндской губерний 1919 года в деревне находилась деревянная часовня.
По данным 1933 года деревня называлась Поназница и входила в состав Польского сельсовета Рудненского района.
По состоянию на 1 августа 1965 года деревня Пананицы входила в состав Выскатского сельсовета Кингисеппского района.
По данным 1973 года деревня Пананицы входила в состав Попковогорского сельсовета Сланцевского района.
По данным 1990 года деревня Пананицы входила в состав Выскатского сельсовета.
В 1997 и 2002 годах в деревне Пананицы Выскатской волости постоянного населения не было.
С 2007 по 2014 год в деревне Пананицы Выскатского СП также не было зарегистрировано постоянного населения.

## География
Деревня расположена в южной части района на автодороге 41К-020 (Сижно — Осьмино).
Расстояние до административного центра поселения — 2 км.
Расстояние до ближайшей железнодорожной платформы Сланцы — 13 км.
Деревня находится близ левого берега реки Кушелка.

## Демография
| 1862 | 2007 | 2010 | 2017 |
| ---- | ---- | ---- | ---- |
| 92   | ↘0   | →0   | →0   |

## Инфраструктура
На 2014 год в деревне не было зарегистрировано ни одного домохозяйства.